# بات دونوهيو
بات دونوهيو (بالإنجليزية: Pat Donohue)‏ هو عازف قيثارة أمريكي، ولد في 28 أبريل 1953 في سانت بول في الولايات المتحدة.

## وصلات خارجية
- الموقع الرسمي
- بات دونوهيو على موقع ميوزك برينز (الإنجليزية)
- بات دونوهيو على موقع ديسكوغز (الإنجليزية)